# شکل (واحد پول یا وزن)

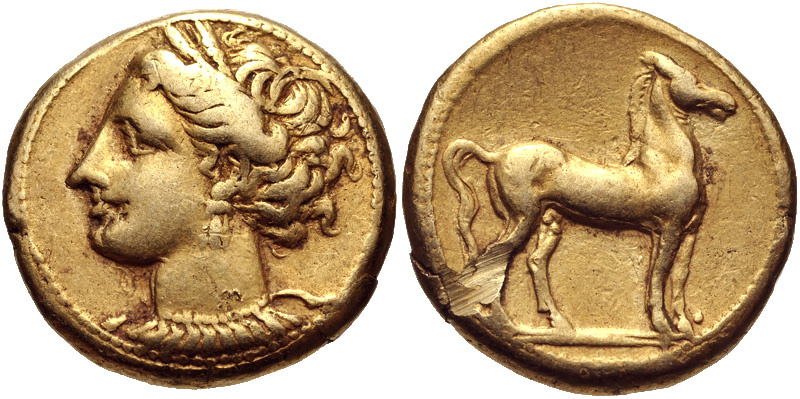
شِکِلِ کارتاژ مربوط به ۳۱۰-۲۹۰ پیش از میلاد

شِکِل (به عبری: שקל) (به عربی: شیقل) (به انگلیسی: Shekel) نام واحد پول یا وزن سکه ای از جنس سیم یا نقره در دوران باستان بوده‌است. اولین استفاده از آن در ایران باستان در حدود ۲۵۰۰ سال پیش در شاهنشاهی داریوش یکم بوده‌است.